# Edgar Chandler
Edgar Thomas Chandler Jr. (Cedartown, 31 agosto 1946 – Rome, 17 ottobre 1992) è stato un giocatore di football americano statunitense che ha militato nel ruolo di linebacker nella American Football League (AFL) e nella National Football League (NFL).

## Carriera
Al college Chandler giocò a football con i Georgia Bulldogs venendo premiato due volte come All-American. Fu scelto dai Buffalo Bills nel corso del quarto giro (86º assoluto) del Draft NFL 1968. Vi giocò fino al 1972 dopo di che passò per una stagione ai New England Patriots. Prima di chiudere la carriera militò per una stagione con i Birmingham Americans della World Football League, vincendo il titolo della lega. Chandler segnò l'unico touchdown della carriera nella settimana 7 della stagione 1970 contro i Boston Patriots ritornando il pallone dopo un intercetto per 58 yard nella end zone.